# Valcău de Jos
Valcău de Jos (in ungherese Alsóvalkó) è un comune della Romania di 3 283 abitanti, ubicato nel distretto di Sălaj, nella regione storica della Transilvania. 
Il comune è formato dall'unione di 6 villaggi: Lazuri, Preoteasa, Ratovei, Sub Cetate, Valcău de Jos, Valcău de Sus.